# Hasan as-Senoessi
Hasan as-Senoessie (Arabisch: حسن السنوسي), geboren als Sayyid Hasan ar-Rida al-Mahdi as-Senoessi (1928 - Londen, 28 april 1992), was de kroonprins van Libië van 1956 tot 1969.

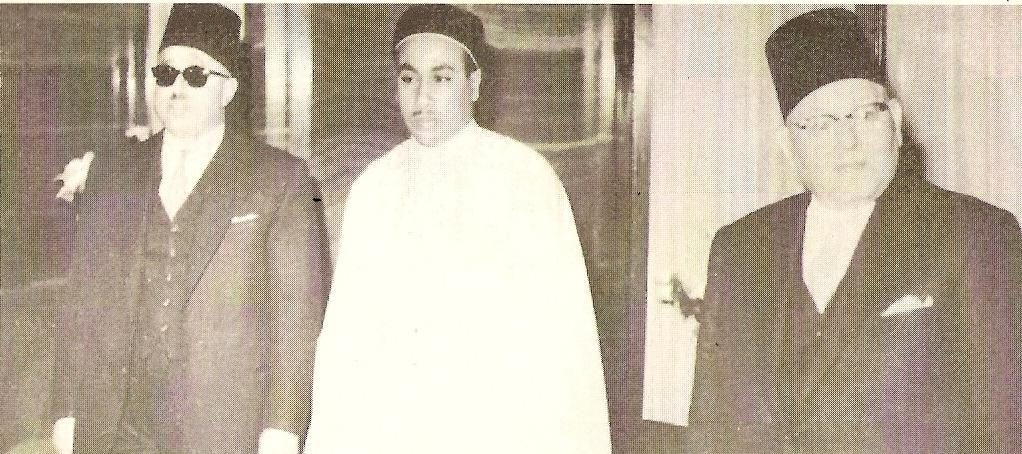
Kroonprins Hasan (midden), links van hem eerste minister Abdul Majid Kubar en rechts Taher Bakeer, gouverneur van Tripolitanië

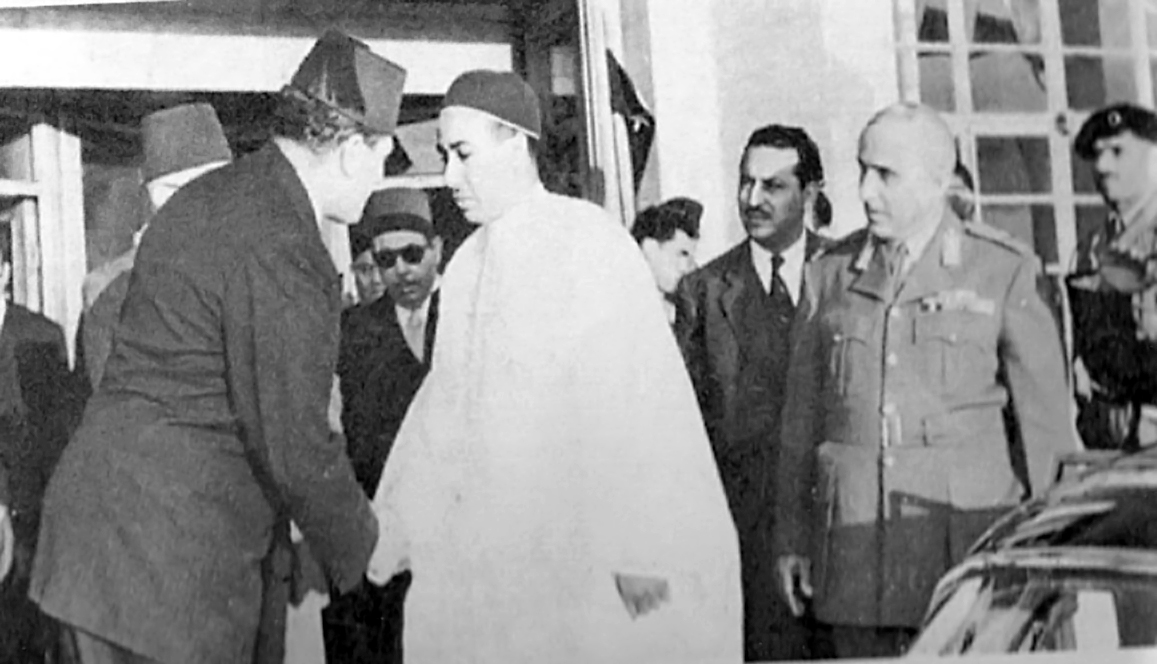
Kroonprins Hasan schudt de hand van Hussein Maziq, gouverneur van Cyrenaica. Wanis al-Qaddafi en generaal Buguaitin staan achter de prins.

Hasan werd, gezien het feit dat zijn oom Idris I kinderloos was, na de dood van zijn vader Muhammad ar-Ride as-Senoessie op 26 oktober 1956 tot kroonprins benoemd. Omdat Idris I tobde met zijn gezondheid bepaalde hij dat Hasan hem op 2 september 1969 zou opvolgen. Op 1 september pleegde een groep legerofficieren, waaronder Moammar al-Qadhafi, echter een staatsgreep waardoor de eigenlijke troonopvolging nooit plaatsvond.
Mohammed el-Senoessi, zijn tweede zoon bij zijn echtgenote Fawzia bint Tahir Bakeer, zou thans eventueel de meeste aanspraak op de vroegere troon kunnen maken. Een andere troonpretendent is een verre neef van Idris I: Idris bin Abdullah al-Senoessi.